# Chrysanthellum pilzii
Chrysanthellum pilzii là một loài thực vật có hoa trong họ Cúc. Loài này được Strother mô tả khoa học đầu tiên năm 1976.